# Long John Baldry
John William "Long John" Baldry (født 12. januar 1941, død 21. juli 2005) var en engelsk-canadisk bluessanger og stemmeskuespiller. Han samarbejdede med mange britiske musikere, og blandt andre Rod Stewart og Elton John optrådte i bands ledet af Baldry i 1960'erne. Han opnåede succes i Storbritannien, hvor Let the Heartaches Begin nåede førstepladsen i 1967, og i Australien, hvor hans duet med Kathi McDonald "You 've Lost that Lovin' Feelin'" blev nummer to i 1980. Baldry boede i Canada fra slutningen af 1970'erne og frem til sin død; han fortsatte med at indspille musik, og lave voiceover arbejde. To af hans mest kendte roller i stemmeskuespil var som Dr. Robotnik i Adventures of Sonic the Hedgehog, og som KOMPLEX i Bucky O'Hare and the Toad Wars.

## Tidlige liv
Baldrys fødsel blev registreret i Brixworth Registreringsdistrikt i Northamptonshire i første kvartal af 1941. Han var søn af William James Baldry (1915-1990), en metropolitan-politibetjent og hans kone, Margaret Louisa (født Parker) (1915-1989). Hans tidlige liv blev tilbragt i Edgware, Middlesex , hvor han gik på Camrose Primary School, indtil han var 11 år, hvorefter han gik på Downer Grammar School, nu Canons High School. Kort før sin død deltog han i skolens 40 års jubilæumfestlighederne.[kilde mangler]

## Blues bands i 1960'erne
Baldry voksede til en højde på 2,01 m, hvilket resulterede i øgenavnet "Long John". Han var en af de første britiske sangere til at synge blues på klubber.[kilde mangler] Baldry optrådte ganske regelmæssigt i begyndelsen af 1960'erne i Gyre & Gimble coffee lounge, lige rundt om hjørnet fra Charing Cross station, og på Brownsville R. & B. Club, Manor House, London, og også "Klooks Kleek" (Railway Hotel, West Hampstead). Han optrådte ugenligt i nogle år på Eel Pie Island på Themsen ved Twickenham og optrådte også på Station Hotel i Richmond, en af Rolling Stones' tidligste spillesteder.
I begyndelsen af 1960'erne, sang han med Alexis Korners Blues Incorporated, med hvem han indspillede det første britiske blues album i 1962, R&B from the Marquee. På scenen var Mick Jagger, Jack Bruce og Charlie Watts medlemmer af dette band, mens Keith Richards og Brian Jones, spillede på scenen, selv om ingen af dem spillede på den R&B from the Marquee-albummet. Da The Rolling Stones gjorde deres debut på the Marquee Club i juli 1962, sammensatte Baldry en gruppe for at støtte dem. Senere var Baldry speakeren der præsenterede Rolling Stones på deres USA-eksklusive live-album, Fik Got Live If You Want It!, i 1966.
Baldry blev venner med Paul McCartney efter et show på the Cavern Club i Liverpool i begyndelsen af 1960'erne, hvilket førte til en invitation til at synge med på en af The Beatles TV-optrædener i 1964, Around The Beatles. I programmet udfører Baldry "Got My Mojo Workin'" og et medley af sange med medlemmer af The Vernons Girls-trioen; i sidstnævnte, ses the Beatles synge med blandt publikum.
I 1963, tiltrådte Baldry Cyril Davies R&B All Stars med Nicky Hopkins på klaver. Han overtog bandet i 1964 efter Cyril Davies d'de, og gruppen blev Long John Baldry and his Hoochie Coochie Men med Rod Stewart på vokal og Geoff Bradford på guitar. Stewart blev ansat, da Baldry hørte ham busking en Muddy Waters sang på Twickenham Station efter at Stewart havde været til en Baldry koncert på Eel Pie Island. Long John Baldry blev en stamgæst søndag aftener på Eel Pie Island derefter, som frontmand i en række bands.
I 1965, blev the Hoochie Coochie Men til Steampacket med Baldry og Stewart, som mandlige sangere, Julie Driscoll som den kvindelige sanger og Brian Auger på Hammond orgel. Efter Steampacket brød op i 1966, dannede Baldry Bluesology med Reg Dwight på keyboards og Elton Dean, senere medlem af Soft Machine, samt Caleb Quaye på guitar. Da Dwight begyndte at indspillesom en solo artist, tog han navnet Elton John, fornavnet fra Dean og efternavnet fra Baldry.
Efter afgangen af Elton John og Bluesology, blev Baldry efterladt uden et backup band. Da han overværede et show i Mekka ved Shaftesbury Avenue, så han en kvintet-harmonigruppe kaldet Chimera fra Plymouth, Devon, der for nylig var blevet professionelle. Han gik hen til dem efter deres sæt, og fortalte hvor imponeret han var over deres vokale harmonier, og at de ville være ideelle til at bakke ham på sin cabaret-turné, han i øjeblikket var i gang med. Dette gjorde de.

## Solo-kunstner
I 1967 indspillede han popsangen "Let Heartaches Begin", der gik nummer et i Storbritannien, efterfulgt af et 1968 top-20-hit med titlen "Mexico", som var temaet for det britiske OL-hold det år. "Let Heartaches Begin" kom ind på den nederste del af Billboard Hot 100 i USA.
I 1971 producerede John og Stewart hver den ene side af It Ain't Easy, som blev Baldrys mest populære album og kom i top 100 på den amerikanske albumhitliste. Det nye album indeholdte "Don't Try to Lay No Boogie Woogie on the King of Rock and Roll", som blev hans mest succesfulde sang i USA. Baldrys første turné i USA var på dette tidspunkt. Bandet inkluderet Mickey Waller, Ian Armitt, Pete Sears, og Sammy Mitchell. Stewart og John ville igen co-producere hans album Everything Stops For Tea fra 1972, som nåede den nederste del af den amerikanske hitliste. Samme år arbejdede Baldry med ex-Procol Harum guitarist Dave Ball.
Baldry havde psykiske problemer og blev institutionaliseret i en kort tid i 1975. 1979-albummet Baldry's Out og blev optaget efter han kom ud igen.
Baldry optrådte på Zolly's Forum; en natklub i Oshawa, nedenunder Oshawa Shopping Center. Dette var kort tid efter udgivelsen af Baldry's Out.
I et interview fra 1997 med et tysk tv-program, hævdede Baldry at være den sidste person til at se sanger Marc Bolan, før Bolans død den 16. september 1977, at have foretaget et interview med ham til et amerikansk produktionsselskab lige før Bolan kørte derfra og havde sin ulykke.

## Flytning til Canada, samt senere karriere
Efter en tid i New York City og Los Angeles i 1978, bosatte Baldry sig i Vancouver, British Columbia, hvor han blev en canadisk statsborger. Han turnerede på vestkysten, samt det amerikanske nordvest. Baldry besøgte også den canadiske østkyst, herunder et show i 1985 Kingston, Ontario, hvor publikum flere gange opfordrede ham til at spille titelnummeret fra hans album fra 1979 Baldry's Out!  – hvortil han svarede: "jeg vil sige, at det er han!"[kilde mangler]
I 1979 gik han sammen med Seattle-sangeren Kathi McDonald for at indspille en udgave af The Righteous Brothers' "You' ve Lost that Lovin' Feelin", hvorefter McDonald blev en del af hans turné-gruppe i to årtier. Den sang kom også ind på den nederste del af den amerikanske Billboard-hitliste, men var et top 5 hit i Australien i 1980. Hans 1997-album, Right to Sing the Blue vandt en Juno Award i Blues Album of the Year-kategorien ved Juno Awards i 1997.
Han spillede sit sidste live show i Columbus, Ohio den 19. juli 2004, på Barristers Hall med guitarist Bobby Cameron. Showet blev produceret af Andrew Myers. De spillede for en lille gruppe, hvor nogle kom fra Texas.[kilde mangler] To år tidligere havde de to en 10-steders udsolgt turné i Canada. I 2003 var Baldry hovednavn på British Legends of Rhythm and Blues UK-turneen, sammen med Zoot Money, Ray Dorset og Paul Williams. Baldry sidste turné i Storbritannien, som "Long John Baldry Trio", sluttede med en optræden lørdag den 13. november 2004 på King's Lynn Arts Centre, King's Lynn, Norfolk, England. Trioen bestod af LJB, Butch Coulter på harmonika og Dave Kelly på slide-guitar.

## Personlige liv
Baldry var åbent bøsse i begyndelsen af 1960'erne, i det mindste blandt hans venner og industrivenner. Men han kom ikke med en formel offentlig anerkendelse af dette indtil 1970'erne — muligvis fordi det indtil 1967 i Storbritannien, var kriminelt at være mandlig homoseksuel, der kunne føre til tvangsmedicinering og/eller fængsel.
I 1968 forsøgte Elton John at begå selvmord efter forholdsproblemer med en kvinde, Linda Woodrow. Bernie Taupin, tekstforfatter, og Baldry fandt ham og Baldry talte ham fra at gifte sig med hende, og hjalp Elton John med at blive komfortabel med sin seksualitet. Sangen "Someone Saved My Life Tonight" fra Captain Fantastic and the Brown Dirt Cowboy var om oplevelsen.
Baldry havde et kort forhold med lead-guitarist i The Kinks, Dave Davies, og støttede Elton John i at komme til rette med sin egen seksualitet. I 1978, meddelte hans på daværende tidspunkt kommende album Baldry's Out formelt set at han var sprunget ud af skabet, og han tog fat om seksualitetsproblemer med et cover af den canadiske sangskriver Bill Amesburys "A Thrills a Thrill"...

## Død
Baldry døde 21. juli 2005, på Vancouver General Hospital, af en svær brystinfektion. Han efterlod sig sin partner, Felix "Oz" Rexach, en broder Roger, og en søster, Margaret.

## Diskografi

### Albummer
| År   | Titel                                               | Pladeselskab                             | Kat. Nr.                 |
| ---- | --------------------------------------------------- | ---------------------------------------- | ------------------------ |
| 1964 | Long John's Blues                                   | United Artists                           | ULP 1081                 |
| 1966 | Looking at Long John                                | United Artists                           | ULP 1146                 |
| 1968 | Let the Heartaches Begin                            | Pye Records                              | NPL 18208                |
| 1968 | Let There Be Long John                              | Pye Records                              | Unreleased               |
| 1969 | Wait For Me                                         | Pye Records                              | NSPL 18366               |
| 1971 | It Ain't Easy                                       | Warner Bros.                             | WS 1921                  |
| 1972 | Everything Stops for Tea                            | Warner Bros.                             | WB 46 160                |
| 1973 | Good To Be Alive                                    | GM Records                               | GML 1005                 |
| 1976 | Welcome To Club Casablanca                          | Casablanca Records                       | NBLP 7035-V              |
| 1979 | Baldry's Out!                                       | EMI Capitol                              | ST 6459                  |
| 1980 | Boys In The Band                                    | Quality Records                          | SV 2068                  |
| 1980 | Long John Baldry                                    | EMI Capitol                              | SW 17038                 |
| 1982 | Rock With The Best                                  | EMI Capitol                              | ST 6490                  |
| 1982 | The Best Of Long John Baldry                        | EMI Capitol                              | SN 66124                 |
| 1986 | Silent Treatment                                    | Musicline Records                        | ML 000l                  |
| 1986 | Long John Baldry & Friends                          | Musicline Records                        | ML 0002                  |
| 1987 | Live In Toronto                                     | Musicline Records                        | Unreleased               |
| 1989 | A Touch of the Blues                                | Musicline Records                        | ML 0005                  |
| 1991 | It Still Ain't Easy                                 | Stony Plain Records / Hypertension-Music | SPCD 1163 / HYCD 200 122 |
| 1993 | On Stage Tonight - Baldry's Out!                    | Stony Plain Records / Hypertension-Music | SPCD 1192 / HYCD 200 135 |
| 1995 | A Thrill's A Thrill: The Canadian Years             | EMI                                      | S22Z 29609               |
| 1996 | Right To Sing The Blues                             | Stony Plain Records / Hypertension-Music | SPCD 1232 / HYCD 296 167 |
| 1998 | Let The Heartaches Begin: The Pye Anthology         | Sequel Records                           | 42298                    |
| 1999 | Evening Conversation                                | Stony Plain Records / Hypertension-Music | SPCD 1268 / HYP 0191     |
| 2001 | Remembering Leadbelly                               | Stony Plain Records                      | SPCD 1275                |
| 2004 | Baldry's Back                                       | Stony Plain Records                      | Unreleased               |
| 2005 | Boogie Woogie: The Warner Bros. Recordings          | Rhino Handmade                           | RHM2 7896                |
| 2006 | Looking At Long John Baldry: The UA Years 1964-1966 | EMI                                      | 0946 3 5o899             |
| 2009 | Live - Iowa State University 1987                   | Angel Air Records                        | SJPCD310                 |
| 2014 | The Best Of The Stony Plain Years                   | Stony Plain Records                      | SPCD 1376                |

### Singler
| År   | A-Side                                                         | B-Side                               | Pladeselskab       | Kat. Nr.         |
| ---- | -------------------------------------------------------------- | ------------------------------------ | ------------------ | ---------------- |
| 1964 | You'll Be Mine                                                 | Up Above My Head                     | United Artists     | UP 1056          |
| 1964 | I'm On To You Baby                                             | Goodbye Baby                         | United Artists     | UP 1078          |
| 1965 | How Long Will It Last?                                         | House Next Door                      | United Artists     | UP 1107          |
| 1966 | Unseen Hands                                                   | Turn On Your Love Light              | United Artists     | UP 1124          |
| 1966 | The Drifter                                                    | Only A Fool Breaks His Own Heart     | United Artists     | UP 1136          |
| 1966 | Cuckoo                                                         | Bring My Baby Back To Me             | United Artists     | UP 1158          |
| 1967 | Only A Fool Breaks His Own Heart                               | Let Him Go (And Let Me Love You)     | United Artists     | UP 1204          |
| 1967 | Let The Heartaches Begin                                       | Annabella                            | Pye Records        | 7N 17385         |
| 1967 | Let The Heartaches Begin                                       | Hey Lord You Made The Night Too Long | Pye Records        | 7N 17408         |
| 1968 | Hold Back The Daybreak                                         | Since I Lost You Baby                | Pye Records        | 7N 17455         |
| 1968 | When The Sun Comes Shining Thru                                | Wise To The Ways Of The World        | Pye Records        | 7N 17593         |
| 1968 | Mexico                                                         | We're Together                       | Pye Records        | 7N 17563         |
| 1969 | It's Too Late Now                                              | The Long And Lonely Nights           | Pye Records        | 7N 17664         |
| 1969 | Wait For Me                                                    | Don't Pity Me                        | Pye Records        | 7N 17815         |
| 1970 | Well I Did                                                     | Setting Fire To The Tail Of A Fox    | Pye Records        | 7N 17921         |
| 1970 | When The War Is Over                                           | Where Are My Eyes?                   | Pye Records        | 7N 45007         |
| 1971 | Rock Me When He's Gone                                         | Flying                               | Warner Bros.       | K 16105          |
| 1971 | Don't Try To Lay No Boogie Woogie On The King Of Rock And Roll | Black Girl                           | Warner Bros.       | GS 45105         |
| 1971 | Don't Try To Lay No Boogie Woogie On The King Of Rock And Roll | Mr. Rubin                            | Warner Bros.       | WB.16099         |
| 1972 | Iko Iko                                                        | Mother Ain't Dead                    | Warner Bros.       | K 16175          |
| 1972 | Everything Stops For Tea                                       | Hambone                              | Warner Bros.       | K 16217          |
| 1972 | Mother Ain't Dead                                              | You Can't Judge A Book By The Cover  | Warner Bros.       | WB 7617          |
| 1973 | She                                                            | Song For Martin Luther King          | GM Records         | GMS 9005         |
| 1974 | Crazy Lady                                                     | End Of Another Day                   | ABC Records        | ABC 4016         |
| 1975 | Let Me Pass                                                    | High and Low                         | Casablanca Records | Casablanca 600   |
| 1976 | This Boys In Love Again                                        | Song For Martin Luther King          | GM Records         | GMS 9043         |
| 1977 | On Broadway                                                    | On Broadway (instrumental)           | GM Records         | GMS 9045         |
| 1977 | Don't Try To Lay No Boogie Woogie On The King Of Rock And Roll | Tell Me Something I Don't Know       | Atlantic Records   | CATX 40011       |
| 1979 | You've Lost That Loving Feeling                                | Baldry's Out                         | EMI Capitol        | 006-86113        |
| 1979 | A Thrill's A Thrill                                            | Baldry's Out                         | EMI Capitol        | EA 103           |
| 1979 | A Thrill's A Thrill                                            | Find You                             | EMI Capitol        | 1A 006-860571979 |
| 1979 | Come And Get Your Love                                         | Lonely Nights                        | EMI Capitol        | 72808 1979       |
| 1980 | (Walk Me Out In The) Morning Dew                               | I Want You, I Love You               | EMI Capitol        | 006-86329        |
| 1980 | Any Day Now                                                    | Work For Me                          | EMI Capitol        | 72841            |
| 1981 | Too Late For Crying                                            | 25 Years Of Pain                     | EMI Capitol        | 72874            |
| 1982 | Stay The Way You Are                                           | Midnight Show                        | EMI Capitol        | 72878            |
| 1985 | The Sun Ain't Gonna Shine Anymore                              | Mystery To Me                        | Line Records       | LS 1.00005       |
| 1986 | Silent Treatment                                               | Our Love Is In Limbo                 | Musicline Records  | MLS 002          |
| 1986 | The Sun Ain't Gonna Shine Anymore                              | Carnival                             | Musicline Records  | MLS 003          |
| 1986 | Ain't That Peculiar                                            | Spoonful                             | Musicline Records  | MLS 004          |
| 1987 | This Is Japan                                                  | When The World Doesn't Love You      | Musicline Records  | MLS 005          |
| 1987 | Silent Treatment                                               | A Life Of Blues                      | Pläne Records      | B-4791           |

### CD-Singler
| År   | Titel                | Pladeselskab       | Kat. Nr.      | Noter                                                                |
| ---- | -------------------- | ------------------ | ------------- | -------------------------------------------------------------------- |
| 1992 | Midnat I New Orleans | Hypertension Musik | HYCDS 100 103 | Har tre eksklusive live-numre fra 1992                               |
| 1995 | ...Nogle Gys         | EMI                | DRPO 1132     | 5 track promo med en tidligere uudgivet version af "Passerer Glanes' |

### EP'er
| År   | Titel               | Spor                                                                                                  | Pladeselskan   | Kat. Nr.   |
| ---- | ------------------- | --- | -------------- | ---------- |
| 1965 | Long John ' s Blues | Smilehuller / Hoochie Coochie Man / Min Baby - / Tider Er Hårdere End Hård                            | United Artists | UEP 1013   |
| 1967 | Gøg                 | Gøg / You 've Lost that Lovin' Feelin' / Stoppe Hende På sigt (SOS) / Bringe Mit Barn Tilbage Til Mig | United Artists | UEP 36.108 |

### Andre indspilninger
| År   | Titel                     | Noter                                                       |
| ---- | ------------------------- | ----------------------------------------------------------- |
| 1959 | Gallows Pole              | Demo-indspilning                                            |
| 1965 | Mister En Person,         | Fra ITV - tv spiller Slutningen af Arthur ' s Ægteskab      |
| 1981 | Ken ' s Tema              | Registreret for dokumentarfilm Djævelen på Mine Hæle        |
| 1987 | Den Heldigste Mand I Live | Selvskrevet åbning sang til comedy Hjem Er, Hvor hjertet Er |

Gæsteoptrædener på andre albummer
- (1960) 6 Ud Af 4 ~ Themsen-Side Fire - Folklore (F-EP/1) Live-optagelse af gruppen med LJB på guitar og vokal.
- (1962) R&B fra Marquee ~ Blues Incorporated - Decca (ACL 1130) Baldry giver vokal på tre numre, herunder Hvor Længe, Hvor Længe Blues.'
- (1970) Den Første Supergruppe ~ Den Steampacket - BYG Poster (529.706) Indspillet December 1965 albummet indeholder numre med LJB på lead vokal
- (1971) Den Første Rhythm & Blues Festival I England ~ Forskellige Kunstnere - BYG Poster (529.705) Indspillet live i Februar 1964 Skaldede synger '2.19" og "Mojo Working'
- (1971) Ethvert Billede Fortæller En Historie ~ Rod Stewart - Kviksølv (6338 063) LJB giver kor på titelnummeret og 'Synes Som Lang Tid'.
- (1972) Mar Y Sol: Den Første Internationale Puerto Rico Pop Festival ~ Forskellige Kunstnere - Atco Records (SD 2-705) Baldry synger en live-version af selvskrevet 'Bringe Mit Barn Tilbage Til Mig'.
- (1975) Pik Deadeye: Original Soundtrack ~ Forskellige Kunstnere - GM-Registreringer (GML 1018) Soundtrack til den animerede film af samme navn med LJB at tage vokal på tre spor.
- (1975) Sumar Á Sýrlandi ~ Stuðmenn - Æg (ÆG 0000 1/13) Sjældne Islandske album. Baldry synger nummeret 'She Broke My Heart'.
- (1996) Knogle -, Flaske -, Messing eller Stål ~ Doug Cox - Malahat Mountain LJB udfører "God Morgen Blues" ledsaget af Doug Cox.
- (1998) Du Fik Brød... Vi Fik Jam! ~ Schuld & Stamer - Blå Stribe Poster (BSCD98001) Long John slutter med akustisk blues duo Schuld & Stamer på flere spor.
- (2002) For Fans! ~ Genya Ravan - AHA Musik Har en sjælden duet med Ravan og Baldry på "Something' s Got A Hold On Me'. Indspillet i 1978.
- (2011) Den Endelige Steampacket Optagelser ~ Den Steampacket - Nasty Produktioner Har to tidligere uudgivet Steampacket spor med LJB på lead vokal.
- (2013) Radio Luxembourg Sessioner: 208 Rytme Club - Vol. 5 ~ Forskellige Kunstnere - Vocalion (CDNJT 5319) oktober 1961 optagelse. LJB synger 'Hver Dag, jeg Har The Blues'
- (2013) Radio Luxembourg Sessioner: 208 Rytme Club - Vol. 6 ~ Forskellige Kunstnere - Vocalion (CDNJT 5320) oktober 1961 optagelse af LJB synge 'The Glory Of Love'.

TV-optrædner
- (1965) Stang Mod
- (1974) The Gospel According To Long John
- (1985) Long John Baldry: Rockin' The Blues
- (1987) Long John Baldry At The Maintenance Shop
- (1993) Long John Baldry In Concert
- (1993) Leverkusen Blues Festival '93: Long John Baldry Band
- (1993) Waterfront Blues Festival: Long John Baldry
- (1997) Leverkusen Blues Festival '97: Long John Baldry & Tony Ashton
- (1998) Café Campus Blues with Long John Baldry
- (2001) Happy Birthday Blues: Long John Baldry & Friends
- (2007) Long John Baldry: In the Shadow of The Blues

## Skuespiller
- (1971) Up The Chastity Belt [Film] - som Little John
- (1973) The Big Rock Candy Mountain [Play] - som The Cowboy aka Narrator
- (1975) Dick Deadeye, or Duty Done [Animated film] - som The Major General / Monarch Of The Sea
- (1985) Star Wars: Ewoks [Animated TV series] - som ekstra stemmer
- (1985) Star Wars: Droids [Animated TV series] - som Proto One / The Great Heep
- (1988) Peter Pan: The Musical [Play] - som Captain Hook
- (1989) Captain N: The Game Master [Animated TV series] - som King Charles / Little John / Clock Man / The Poltergeist King
- (1989) Dragon Warrior [Animated TV series] - som fortæller
- (1990) The New Adventures of He-Man [Animated TV series] - som Treylus (uncredited)
- (1990) Angel Square [Film] - som Radio Announcer
- (1990) The Comic Book Christmas Caper [Film] - som stemme
- (1990) A Klondike Christmas [Animated TV special] - som Bear-Paw
- (1991) Captain Zed and the Zee Zone [Animated TV series] - som Captain Spring
- (1991) MacGyver [TV series] - som Man #2
- (1991) Bucky O'Hare and the Toad Wars [Animated TV series] - som KOMPLEX
- (1991) Nilus the Sandman: The Boy Who Dreamed Christmas [Animated TV Christmas special] - som Nilus the Sandman
- (1992)  Bucky O'Hare: The Arcade Game [Game] - som KOMPLEX
- (1993) Jack's Place [TV series] - som Tall Man
- (1993) Hurricanes [Animated TV series] - som ekstra stemmer
- (1993) Adventures of Sonic the Hedgehog [Animated TV series] - som Doctor Robotnik
- (1993) Madeline [Animated TV series] - som Greybeard the Pirate
- (1994) ReBoot [Animated TV series] - som Captain Capacitor / Old Man Pearson
- (1994) Nilus the Sandman: Monsters in the Closet [Animated TV special] - som Nilus the Sandman
- (1995) Blame It One The Blues [Film] - som Bartender
- (1995) Nilus the Sandman: The First Day [Animated TV special] - som Nilus the Sandman
- (1996) Nilus the Sandman [Animated TV series] - som Nilus the Sandman
- (1996) The Adventures of Corduroy [Animated TV series] - som Mr. Tusk
- (1997) The Original Story Of Winnie The Pooh [Audiobook] - som fortæller
- (1998) Camelot: The Legend [Animated film] - som Merlin
- (1998) Pocket Dragon Adventures [Animated TV series] - som King Bigoty
- (1998) Fat Dog Mendoza [Animated TV series] - som The Golden Volcano God
- (1998) RoboCop: Alpha Commando [Animated TV series] - som The Premier
- (1999) Toad Patrol [Animated TV series] - som Mistle-Toad
- (1999) Sabrina the Animated Series [Animated TV series] - som Captain Jean Lafitte
- (2002) The New Beachcombers [TV special] - som Member Of JJ's Jugband
- (2002) Snow Queen [Film] - Rutger The Reindeer (voice)
- (2003) Ben Hur [Animated film] - som Balthazar